# Langeneß

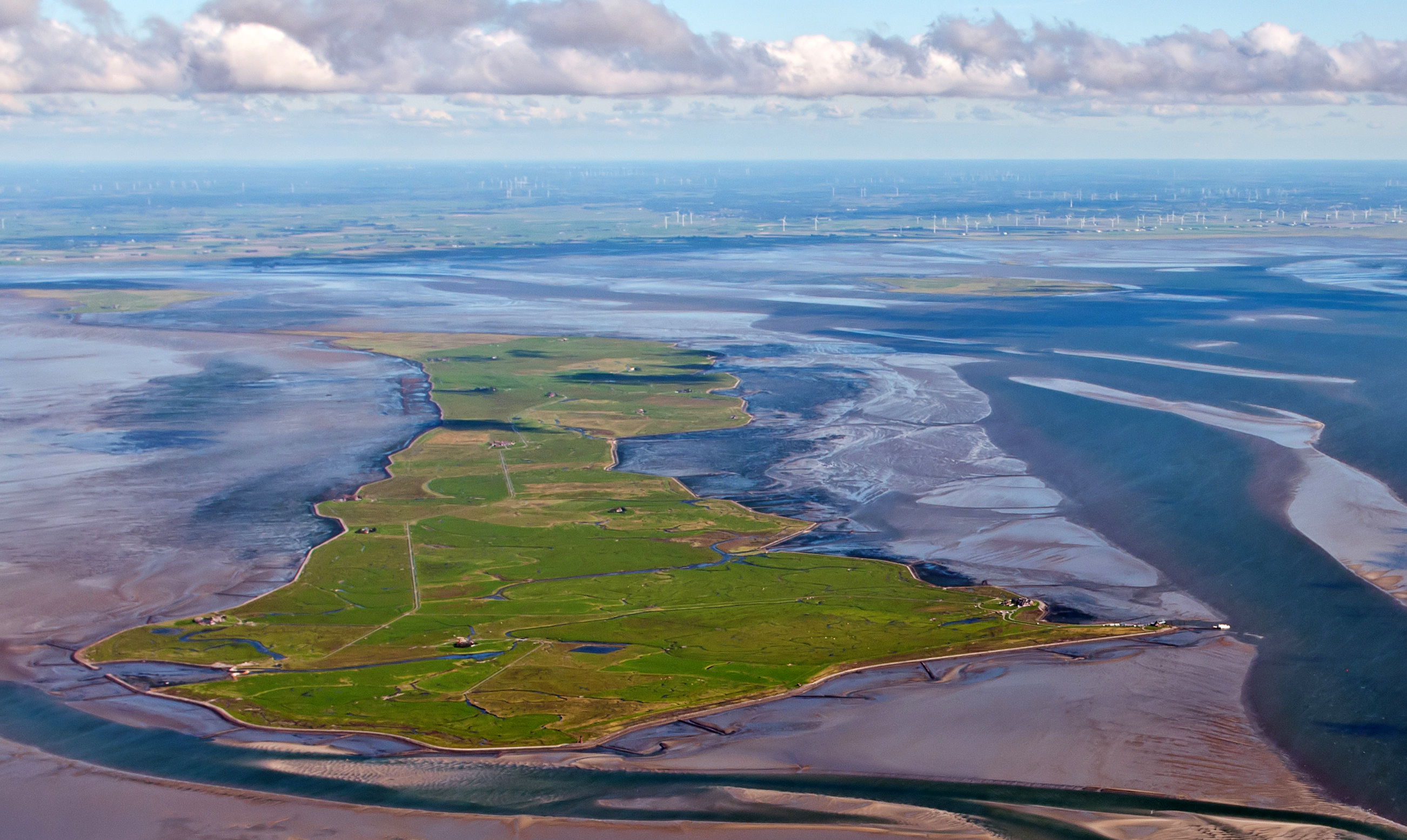
Langeneß

Langeneß (fryz. Nees, duń. Langenæs) – gmina i wyspa w Niemczech w kraju związkowym Szlezwik-Holsztyn, w powiecie Nordfriesland, wchodzi w skład Związku Gmin Pellworm.